# Bisnode
Bisnode Business Information Group AB är ett företag som tillhandahåller affärs-, marknads- och kreditinformation. Bolaget grundades 1989 som Bonnier Business Services och ägdes 2005–2020 av Bonnierkoncernen och Ratos och verkade under namnet Bisnode. Sedan 2021 är bolaget en del av det amerikanska dataanalysföretaget Dun & Bradstreet.

## Historia
Bisnode har sina rötter i företagskatalogen Sveriges Handelskalender som grundades 1859 och blev startskottet för Bonniers affärsinformationsverksamhet. År 1982 började Bonnier-ägda Affärsdata att publicera affärsinformation digitalt. 1986 fick teknikentreprenören Lars Save och Bonnier-chefen Håkan Ramsin en budget på 15 miljoner kronor från Bonnier med uppdraget att skapa en affärsplan för att göra digitala affärsinformationstjänster lönsamma. 
År 1989 startade Bisnodes föregångare Bonnier Business Services. Under första halvan av 1990-talet genomförde bolaget ett flertal förvärv i olika storlekar, bland annat PAR (Postens adressregister). Företaget specialiserade sig på att köpa problemföretag och få dem att blomstra. 1999 delade Bonnier upp sin kund- och affärsinformation där affärsinformationsdelen blev Bonnier Affärsinformation (BAF). 2005 köpte riskkapital-bolaget Ratos 70 procent av BAF som i sin tur förvärvade Infodata av Ratos. 
2006 bytte koncernen namn till Bisnode. År 2012 påbörjade Bisnode, under ledning av Lars Pettersson, ett stort förändringsarbete med målet att slå samman alla bolagen i Europa och lansera Bisnode under ett gemensamt varumärke. Bisnodes huvudkontor var beläget på Rosenborgsgatan 4 i Solna som ligger parallellt med Uppsalavägen i Frösunda i Solna.
I oktober 2020 meddelades att Bonnier och Ratos sålt Bisnode till det amerikanska dataanalysföretaget Dun & Bradstreet för 7,2 miljarder kronor förutom verksamheten i Belgien som avsågs att avyttras separat. 11 januari 2021 meddelade Dun & Bradstreet att affären var genomförd. Det meddelades också att varumärket Bisnode skulle avvecklas och att företagets tjänster framöver skulle marknadsföras under namnet Dun & Bradstreet även företagets registrerade namn tills vidare inte skulle ändras.

### Verkställande direktörer
- Lars Save 1989–2008
- Johan Wall 2008–2012
- Lars Pettersson 2012–2015
- Magnus Silfverberg 2015–2021-01-11[4]

### Följande dotterbolag blev under 2013 Bisnode[7]
- PAR
- Direktmedia
- Affärsdata
- Svensk Handelstidning Justitia
- InfoData
- Relevant
- InfoTorg
- Applicate
- Business Check
- Soliditet

### Dataintrång
År 2013 dömdes Pirate Bay-grundaren Gottfrid Svartholm Warg bland annat för dataintrång mot Applicates (som då ägdes av Bisnode) tjänst Infotorg
.

## Medarbetare
Bisnode har[när?] cirka 2 500 medarbetare i 18 europeiska länder. Runt 700 (en tredjedel) av koncernens medarbetare arbetar i Sverige, som står för ungefär hälften av omsättningen. Könsfördelningen är 50 procent av kvinnor och 50 procent av män. Medelåldern är 34 år. 

## Utmärkelser
Bisnode genomför tillsammans med Veckans Affärer sedan 2005 den årliga rankningen Superföretag över företag som fyra år i rad klarar högt ställda krav på tillväxt, lönsamhet och avkastning på kapital.